# جون إي بوتر
جون إي بوتر (بالإنجليزية: John E. Potter) (و. 1956  م) هو سياسي أمريكي، ولد في ذا برونكس، هو عضوٌ في الحزب الجمهوري.

## التعليم
تعلم في جامعة فوردهام.